# Modiolus adriaticus
Modiolus adriaticus är en musselart som först beskrevs av Jean-Baptiste Lamarck 1819.  Modiolus adriaticus ingår i släktet Modiolus och familjen blåmusslor. Enligt den svenska rödlistan är arten starkt hotad i Sverige. Arten förekommer i Götaland. Artens livsmiljö är havet. Inga underarter finns listade i Catalogue of Life.